# Citolo da Perugia
Citolo da Perugia (Perugia, 1470 – Verona, 1510) è stato un condottiero italiano, capitano di ventura. Citolo (o Zitolo) era il soprannome col quale era chiamato ed è ancor oggi ricordato, ma il suo vero nome era secondo taluni autori Giovanni Gregori o secondo altri Giorgio 'de Gregori o Giorgio Zaccagnini.

## Biografia
Dopo avere militato agli ordini di Paolo Vitelli nel 1508 passò al servizio della Serenissima. A seguito della pesante sconfitta nella battaglia di Agnadello (guerra contro la Lega di Cambrai) i suoi fanti ripiegarono su Venezia, dove ricevette l'incarico di riconquistare Padova e fortificarla come cittadella a difesa della città lagunare.
Nel corso dell'assedio a Padova da parte delle truppe imperiali Citolo si distingue nelle imprese più coraggiose: in particolare durante la difesa del bastione di Codalunga fa brillare le mine che distruggono l'attacco avversario. Nel settembre di quell'anno partecipa a un attacco a Verona ma viene ferito mortalmente nel corso di una sortita dei lanzichenecchi. Il suo corpo è seppellito nella Basilica di Sant'Antonio da Padova, di fronte alla tomba di Lattanzio da Bergamo.
A Padova gli è stata intitolata una via, limitrofa alle antiche fortificazioni.